# 조금만 참아줘요
"조금만 참아줘요"(Please Wait A Little More)는 한국에서 제작된 남기남 감독의 1991년 드라마 영화이다. 민복기 등이 주연으로 출연하였고 전왕규 등이 제작에 참여하였으며 남기남 감독은 빠르게 높아지는 관객들의 눈높이와 갈수록 격차가 벌어져 해당 작품 등 영화 연출을 맡은 작품이 연속 실패했고 1996년 개봉 예정이었으나 이런저런 사정 탓인지 1998년으로 바뀐 《천년환생》의 실패 뒤 한동안 영화 연출 활동을 잠정 중단했고 우여곡절 끝에 <너 없는 나>로 영화 연출 활동을 재개했지만  개봉이 되지 못하기도 했는데 그나마 1998년 남기남 감독이 연출한 영화 중  극장 개봉한 것은 《천년환생》이 유일했다.

## 출연

### 주연
- 민복기

### 조연
- 김영일
- 진봉진

## 기타
- 원작자: 남기남
- 조명: 최의정